# Gaston de Galliffet
Gaston de Galliffet (Parigi, 23 gennaio 1830 – Parigi, 9 luglio 1909) è stato un militare francese.
Fu un generale e ministro della Guerra dal 1899 al 1900 nel governo Waldeck-Rousseau.

## Biografia
Dopo gli studi secondari conclusi nel 1846, nel 1848 si arruolò in cavalleria. Sottufficiale nel 1850, sottotenente nel 1853, passò nel Reggimento della Guardia imperiale e fu nominato cavaliere della Legion d'onore. Partecipò alla guerra di Crimea e fu tenente nel 1857, di stanza in Algeria.
Nel 1859 sposò Florence Laffitte (1830-1901), pronipote del banchiere Charles Laffitte. Per questo motivo Marx definì Galliffet «il mantenuto della moglie», a sua volta «nota per le sue svergognate esibizioni nelle orge del II Impero» e per i numerosi amanti, uomini e donne, come il banchiere Émile d'Erlanger, che sposò sua sorella Louise Laffitte, e la signora Rothschild.
Dopo la campagna d'Italia Galliffet divenne capitano e ufficiale di ordinanza di Napoleone III. Capo squadrone del I Reggimento ussari nel 1863, fu ancora in Algeria e divenne ufficiale della Legione d'onore. Con il 12º Reggimento cacciatori a cavallo partecipò alla spedizione in Messico, e il 19 aprile 1863 fu ferito al ventre durante l'assedio di Puebla. Promosso colonnello nel 1865, la disastrosa spedizione si concluse nel 1867 e Galliffet divenne comandante del 3º Reggimento cacciatori d'Africa e, nel 1870, generale di brigata. Con tale grado partecipò alla guerra franco-prussiana e fu fatto prigioniero nella disfatta di Sedan.
Liberato dai prussiani, comandò una brigata di cavalleria dell'esercito di Versailles impegnato nella guerra contro la Comune di Parigi, rendendosi responsabile di massacri indiscriminati di migliaia di prigionieri. Divenuto commendatore della Legion d'onore nel 1873, fu promosso generale di divisione nel 1875 e di corpo d'armata nel 1879.
Si candidò alle elezioni presidenziali del 1879, divenne grand'ufficiale della Legion d'onore nel 1880 e gran croce nel 1887. Già a riposo, nel 1899 fu chiamato al ministero della Guerra da Waldeck-Rousseau, dando le dimissioni l'anno dopo a seguito di scandali avvenuti durante la sua amministrazione.